# امچائور
امچائور (به لاتین: Amchaur) یک منطقهٔ مسکونی در نپال است که در Mahakali Zone واقع شده‌است.

## خصوصیات
امچائور ۳٬۸۵۲ نفر جمعیت دارد.